# Бронепоїзд

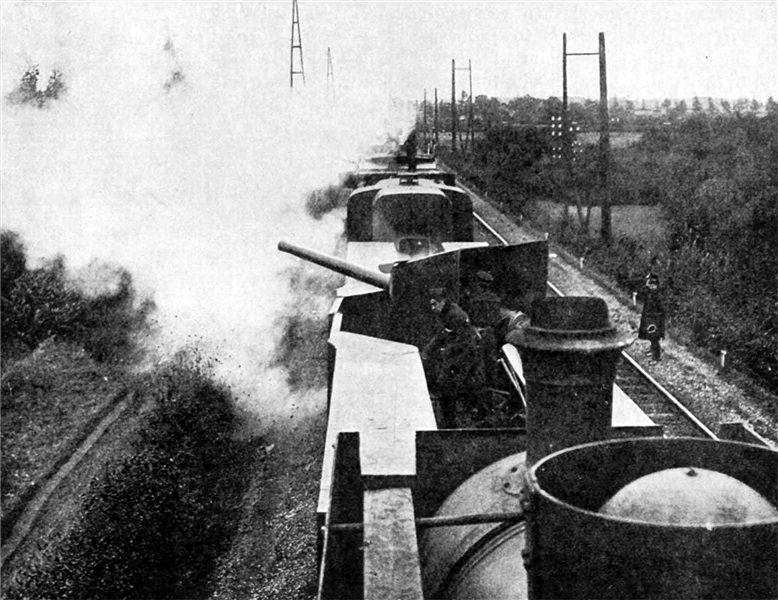
Бронепотяг німецької армії. Перша світова війна

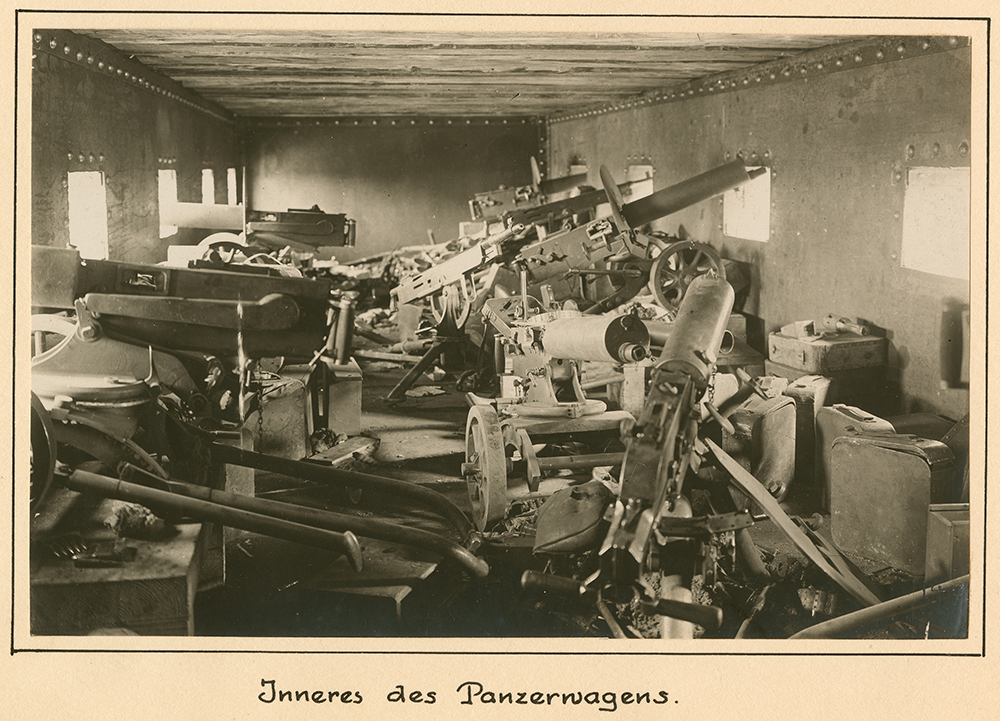
Всередині німецького бронепоїзда часів Першої світової війни. Похід німецьких військ в Україну

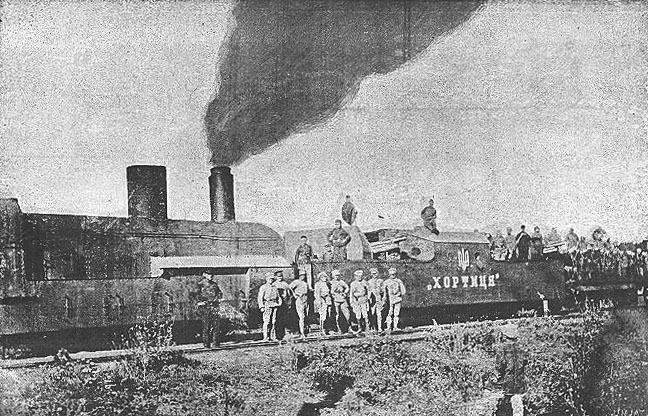
Панцерний потяг І-ї Бригади УСС «Хортиця», ст. Тальне, вересень 1919

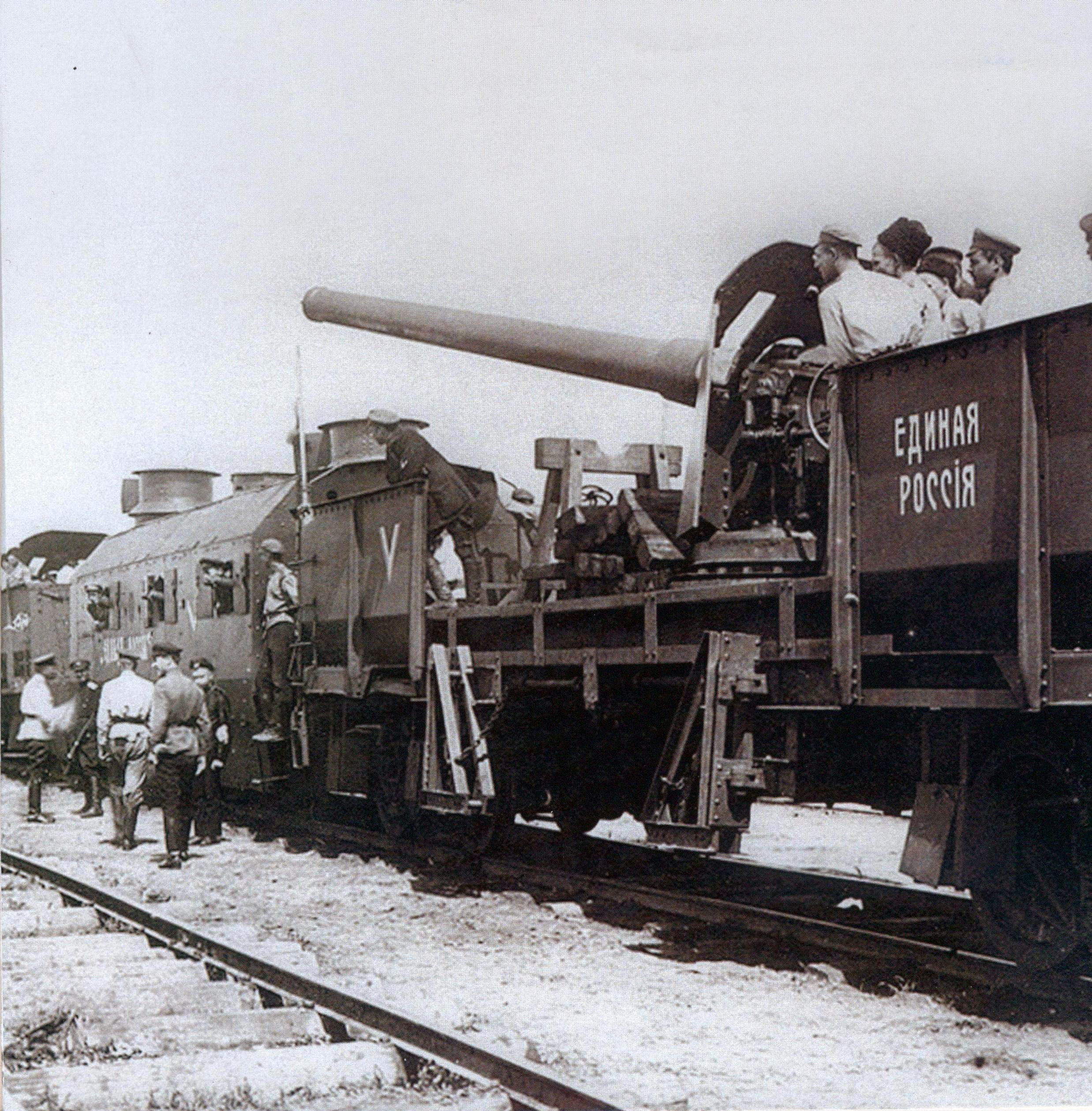
Бронепотяг «Єдина Росія». Громадянська війна в Росії

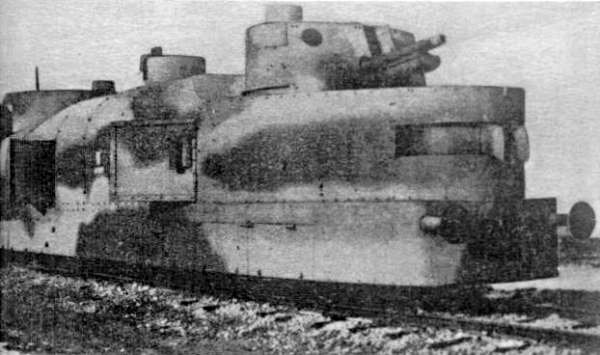
Польський бронепотяг. 1939

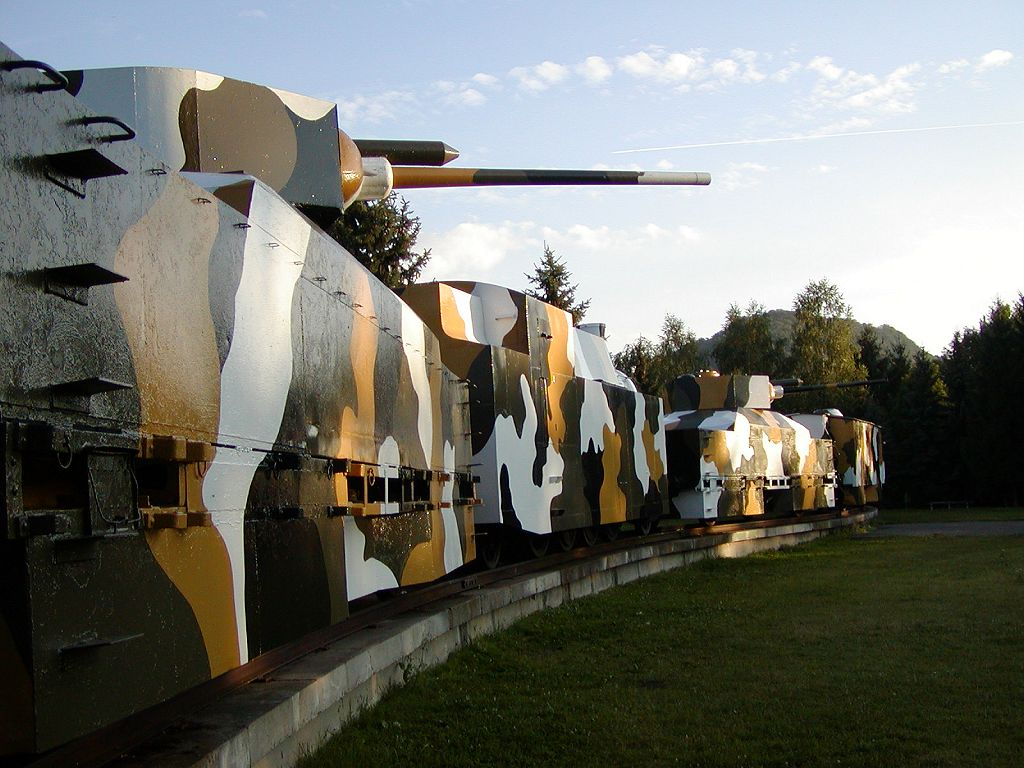
Словацький бронепотяг «Урбан». Друга світова війна

Бронеп́оїзд, бронепо́тяг, па́нцирник, заст. па́нцерник, панцеропоїзд — броньований (панцирний) рухомий залізничний склад із бронелокомотива (броньованого паровоза, або тепловоза), кількох броневагонів з кулеметним і гарматним озброєнням і 2—4-х платформ прикриття. Використовувався під час Першої світової війни, Національно-визвольних рухів першої половини ХХ століття і Другої світової війни. Особливої популярності бронепотяги набули в часи військових дій після розвалу Російської імперії.

## Перші бронепоїзди
Вперше бронепотяги (а точніше — бліндовані поїзди) були використані британськими військами під час Другої англо-бурської війни (1899—1902). Головні завдання, які покладалися на них:
- захист особового складу при перевезенні в районі бойових дій;
- патрулювання та охорона залізниць;
- розвідка та рекогностування території у смузі залізниці.

У кінці війни управління бронепоїздами стало централізованим. Було створено посаду заступника начальника бронепоїздів, в обов'язки якого входило управління всіма бронепоїздами в Південній Африці — він стежив за тим, щоб всі бронепоїзди використовувались найкращим чином і визначав завдання та цілі для кожного з них.
Склад типового поїзда: посередині — паровоз, позаду та спереду від нього — броневагони з озброєними гарнізонами та, якщо такі були у складі, — вагони для перевезення боєприпасів, вагон з телеграфом тощо. У хвості та голові поїзда розташовували артилерійські вагони або вагони-платформи, на яких перевозили запасні рейки та шпали на випадок ремонту колії.
Таке розташування вагонів мало наступні переваги:
- розташований всередині поїзда локомотив отримував додатковий захист з торців, а також захищався від підриву на міні;
- розміщення артилерійських вагонів було викликано тим, що амбразура для гармати найчастіше була у торцевій стінці вагона;
- розміщення двовісних вагонів-платформ дозволяло, по-перше, прискорити проведення ремонту колії, а по-друге — зберегти від сходу з колії інших (більш важливих) вагонів.

## Бронепотяги за часів УНР
Після проголошення УНР, була розпочата розбудова власної армії. В умовах порушеного війною господарства промислове виробництво зброї та військової техніки майже припинилося. Тому використовувалося все, що мало бодай якусь цінність. Пізніше вдалося придбати й дещо з озброєння австрійської та німецької армій. Спочатку на придбаній техніці зберігалася попередня символіка. Та невдовзі, коли довелося вести бойові дії проти більшовиків, стали запроваджуватися розпізнавальні знаки нової держави. За часів Гетьманату означення бойової техніки здебільшого лишалося російським.
У Збройних Силах Західноукраїнської Народної Республіки і Української Народної Республіки часів Директорії чітко виявлялося намагання стандартизувати військове означення, хоч почасти й далі зберігалися між ними деякі відмінності. Бронепотяги здебільшого називалися панцерниками або панцерними потягами.
Як один із засобів забезпечення тактичної і стратегічної переваги над ворогом використовували саме панцерні потяги. Спершу це були імпровізовані твердині — звичайні потяги, підсилені конструкціями з дерев'яних брусів, мішків з піском тощо, озброєні польовими гарматами й скорострілами. Згодом з'явилися справжні фортеці з опанцерованими вагонами та паротягами.
При формуванні бойових частин панцерних потягів паротяг ставили тендером уперед. Контрольні платформи розташовували одночасно попереду і позаду бойової частини.